# 성 (수경조윤)
성(成, ? ~ ?)은 전한 중기의 관료이다. ‘성’은 이름자로, 성씨는 알 수 없다.

## 행적
본시 원년(기원전 73년), 광릉상에서 수(守)경조윤으로 승진하였다.

## 출전
- 반고, 《한서》권19하 백관공경표 下

| 전임 조광한 | 전한의 수경조윤 기원전 73년 - 기원전 72년? | 후임 조광한 |